# なみすけ
なみすけは、東京都杉並区の公式マスコットキャラクター。

## 概要
表向きでは誇りや愛着を感じられるまちづくりを目指す「輝き度向上」の取り組みの一環として、また同区にはアニメ関連の企業が多く集まっていることから、そのことをPRする目的で2006年に公募により制作された。
誕生以来、区のマスコットキャラクターとして、広報誌や区役所の本庁舎の案内板につかわれているほか、様々なグッズの販売（後述）や、同区のコミュニティバスに描かれたりと、幅広い展開を行っている。

特に、母子手帳、小学1年生のランドセルカバーまでなみすけ一色のデザインが採用されており、小さな子どもからその母親、高齢者まで幅広く人気を博している。

また著名人にも「なみすけ」好きは多く、杉並区役所のウェブサイトの中で俳優・嶋田久作が、やや熱くなみすけを語っている。

本来のキャラクターデザインは五味由梨（杉並区出身、受賞時は東京藝術大学デザイン科在学中）。

また、なみすけの4コママンガ「てくてく×なみすけ4コマ劇場」は、新鋭の4コマ作家G3井田により毎週水曜日にブログ「てくてく×なみすけ」で紹介されている。
ナミー（なみすけの妹）やなみきおじさんもファミリーキャラクターとして登場した。現在杉並区ではなみすけの友達の制作に力を入れていて、2020年には区民から名前とイラストを募集する予定である。

## プロフィール
なみすけは、スギナミザウルス島に住んでいた妖精。島を船で旅立ち、憧れていた杉並区に辿り着いた。
- 大きさ - 子犬ぐらい（見る人によっては大きさがちがう）
- 性格 - 好奇心旺盛、ほがらか
- 好きなもの - おいしい空気、りんご
- 趣味 - 散歩、人間観察
- 特技 - 背中のひれで空気をきれいにする

## グッズ
なみすけグッズは杉並区公式サイト「すぎなみ学倶楽部（www.suginamigaku.org）／B級雑学／杉並みやげ／（4）なみすけグッズ 」で確認できる。
2021年「なみすけのすぎぱん」販売開始
　杉並の新しいお土産「なみすけのすぎぱん」が完成しました
- 杉並区役所1F「コミュかるショップ」ほかにて販売
- 東京2020オリンピック招致を機に発足した「杉並区における東京2020オリンピック・パラリンピック競技大会に向けた懇談会」の地域活性化プロジェクトのお土産コンテストの最優秀賞

2009年から2012年まで、使用期間限定のプレミアム付区内共通商品券として「なみすけ商品券」（1冊 500円券、22枚つづり（1万1,000円分）を1万円で。）を区内販売所で年2回販売していた。
- 2009年 杉並区の交流都市の農家による「なみすけリンゴ」瞬間完売
- 2009年 なみすけゴーフレット（株式会社アイネット／1個につき5円が区に寄附される）￥500
- 2010年 同上なみすけりんご販売、こちらも短時間で完売
- 2010年 G3井田による「なみすけ4コマ劇場」発売。フルカラー新書版96P（杉並区発行）￥800
- 2011年 折りたたみ式エコバッグ発売
- 2013年 区内に本社のある丸美屋食品工業株式会社とのコラボにより「なみすけふりかけ」を発売。（区役所1F「コミュかるショップ」限定）\180

- 販売場所（場所によっては扱っていないものもあります）
  - 杉並区役所1F「コミュかるショップ」
  - 杉並アニメーションミュージアム
  - 杉並区立産業商工会館
- なみすけゴーフレットのみの販売
  - 阿佐谷すずらん通りクリーニング店
  - すぎなみNPO支援センター（阿佐谷区民センター4F※事前在庫確認）
  - NPO法人チューニング・フォー・ザ・フューチャー（JR阿佐ケ谷駅そば※事前在庫確認）

2007年からぬいぐるみやストラップなどのなみすけグッズを主に本庁舎内にある売店、および区の施設である杉並アニメーションミュージアムで販売。その他、2008年8月にはなみすけの顔を模した「なみすけパン」を区内のセブンイレブンで発売した。